# Gran Premi de l'Argentina del 1978
Resultats del Gran Premi de l'Argentina de Fórmula 1 de la temporada 1978, disputat al circuit Oscar Alfredo Galvez de Buenos Aires, el 15 de gener del 1978.

## Resultats
| Pos | No | Pilot                | Equip                | Voltes | Temps/ Retirada   | Pos. de sortida | Punts |
| --- | -- | -------------------- | -------------------- | ------ | ----------------- | --------------- | ----- |
| 1   | 5  | Mario Andretti       | Lotus - Ford         | 52     | 1h 37' 04. 4      | 1               | 9     |
| 2   | 1  | Niki Lauda           | Brabham - Alfa Romeo | 52     | + 13.21 s         | 5               | 6     |
| 3   | 4  | Patrick Depailler    | Tyrrell - Ford       | 52     | + 13.64 s         | 10              | 4     |
| 4   | 7  | James Hunt           | McLaren - Ford       | 52     | + 16.05 s         | 6               | 3     |
| 5   | 6  | Ronnie Peterson      | Lotus - Ford         | 52     | + 1' 14.85 min.   | 3               | 2     |
| 6   | 8  | Patrick Tambay       | McLaren - Ford       | 52     | + 1' 19.90 min.   | 9               | 1     |
| 7   | 11 | Carlos Reutemann     | Ferrari              | 52     | + 1' 22.60 min.   | 2               |       |
| 8   | 12 | Gilles Villeneuve    | Ferrari              | 52     | + 1' 38.88 min.   | 7               |       |
| 9   | 14 | Emerson Fittipaldi   | Fittipaldi - Ford    | 52     | + 1' 40.60 min.   | 17              |       |
| 10  | 20 | Jody Scheckter       | Wolf - Ford          | 52     | + 1' 43.50 min.   | 15              |       |
| 11  | 9  | Jochen Mass          | ATS - Ford           | 52     | + 1' 49.07 min.   | 13              |       |
| 12  | 10 | Jean Pierre Jarier   | ATS - Ford           | 51     | + 1 Volta         | 11              |       |
| 13  | 30 | Brett Lunger         | McLaren - Ford       | 51     | + 1 Volta         | 24              |       |
| 14  | 3  | Didier Pironi        | Tyrrell - Ford       | 51     | + 1 Volta         | 23              |       |
| 15  | 17 | Clay Regazzoni       | Shadow - Ford        | 51     | + 1 Volta         | 16              |       |
| 16  | 26 | Jacques Laffite      | Ligier - Matra       | 50     | Motor             | 8               |       |
| 17  | 16 | Hans Joachim Stuck   | Shadow - Ford        | 50     | + 2 Voltes        | 18              |       |
| Ret | 19 | Vittorio Brambilla   | Surtees - Ford       | 50     | + 2 Voltes        | 12              |       |
| Ret | 2  | John Marshall Watson | Brabham - Alfa Romeo | 41     | Motor             | 4               |       |
| Ret | 27 | Alan Jones           | Williams - Ford      | 36     | Alim. combustible | 14              |       |
| Ret | 22 | Danny Ongais         | Ensign - Ford        | 35     | Distribuïdor      | 21              |       |
| Ret | 23 | Lamberto Leoni       | Ensign - Ford        | 28     | Motor             | 22              |       |
| Ret | 37 | Arturo Merzario      | Merzario - Ford      | 9      | Diferencial       | 20              |       |
| Ret | 18 | Rupert Keegan        | Surtees - Ford       | 4      | Sobreescalfament  | 19              |       |
| NVC | 25 | Hector Rebaque       | Lotus - Ford         |        |                   |                 |       |
| NVC | 32 | Eddie Cheever        | Theodore - Ford      |        |                   |                 |       |
| NVC | 24 | Divina Galica        | Hesketh - Ford       |        |                   |                 |       |

## Altres
- Pole: Mario Andretti 1' 47. 75

- Volta ràpida: Gilles Villeneuve 1' 49. 76 (a la volta 3)